# Sidiki Abass
Bi Sidi Souleymane (20 de julio de 1962 - 25 de marzo de 2021), también conocido como Sidiki Abass, fue un líder del grupo de milicias Retorno, Recuperación, Rehabilitación (3R). 

## Trayectoria
Retorno, Recuperación, Rehabilitación (3R), con sede en la República Centroafricana (RCA), ha asesinado, torturado, violado o desplazado por la fuerza a miles de personas desde 2015, y el propio Souleymane también ha participado directamente en la tortura. El 21 de mayo de 2019, en la provincia de Ouham-Pendé, al noroeste de la República Centroafricana, las 3R mataron al menos a 46 civiles desarmados.
El 7 de agosto de 2020, Souleymane fue sancionado por el gobierno de los Estados Unidos bajo la Orden Ejecutiva 13667 y fue incluido en la Lista de Nacionales Especialmente Designados y Personas Bloqueadas.
El 2 de abril de 2021, un comunicado de la 3R reveló que Souleymane había muerto el 25 de marzo a causa de las heridas que sufrió durante un atentado en la localidad de Bossembélé en noviembre de 2020.